# Dějiny Pákistánu

## Vznik hnutí za nezávislý Pákistán
Myšlenka vytvoření státu muslimů na území Britské Indie se objevila až na konci 20. let 20. století mezi indickými studenty v Londýně. Později ji přejala i Muslimská liga a na veřejnost s ní přišel významný básník a politik Muhammad Iqbal, který velmi obecně zmínil na jejím zasedání v roce 1930, že by rád viděl, aby „Pandžáb, Severozápadní pohraniční provincie, Sindh a Balúčistán splynuly v jediný stát.“ Zároveň ujišťoval Brity, že muslimové v indickém pohraničí budou nejlepší hrází především proti ruské invazi. V té době se ještě vůbec nepočítalo s východní částí Bengálska.
Muslimská liga zprvu považovala myšlenku za nerealizovatelnou. Podporu ale měla myšlenka u drobných podnikatelů, kteří měli za to, že by na odděleném území mohli získat stejné možnosti v oblasti podnikání, jako měli už dříve hinduisté a myšlenku začali prosazovat už v druhé polovině třicátých let. Přelomovým momentem se stal 23. březen 1940, kdy Muslimská liga kterou tehdy vedl Muhammad Alí Džinnáh, přijala na svém láhaurském zasedání rezoluci o Pákistánu. Výročí pak začalo být v Pákistánu slaveno jako státní svátek. Rezoluce ale nestanovovala další podrobnosti kolem podoby státního zřízení a ze kterých území by se stát skládal.
Podoba státu byla lépe vyjasněna až po skončení druhé světové války, kdy v prosinci Džinnáh žádal, aby stát zahrnoval čtvrtinu území Britské Indie v oblastech, kde žilo nejvíce muslimů. Potíž ale byla v tom, že se jednalo o oblasti ležící jak na nejzazším západě, tak i východě Britské Indie a dělilo je od sebe 1500 kilometrů. Pákistán měl tvořit Sindh, Balúčistán, Severozápadní pohraniční provincie, západní část Pandžábu a dále pak na východě větší část Bengálska a část Assámu. Po osamostatnění oblasti Britské Indie byl tento Džinnáhův plán skutečně proveden.

## První roky existence
15. srpna roku 1947 byla Britská Indie rozdělená na základě náboženského klíče na dvě dominia – Indickou unii a Pákistán. Pákistán se rozkládal na dvou oddělených územích ležících na severozápadě a severovýchodě Britské Indie a tato území spolu neměla kromě převažujícího muslimského obyvatelstva prakticky nic společného.
Po vytvoření Pákistánu se moci ujali představitelé Muslimské ligy, která byla stranou průmyslníků a velkostatkářů a mezi obyvatelstvem měla v prvních letech širokou oblibu. Opoziční strany byly tehdy slabé a především hájily zájmy náboženských menšin, především hinduistů a sikhů. Na Pákistán zbyly ty nejchudší části Britské Indie, měl jen osm měst s více než 100 tisíc obyvateli. Většina lidí žila na venkově a živila se zemědělstvím. I slabě rozvinutý průmysl se potýkal s řadou problémů a navíc ztratil mnoho pracovních sil důsledkem odchodu kvalifikovaných pracovníků z řad sikhů a hinduistů. Situaci zhoršoval i příchod osmi milionů muslimských přesídlenců z Indie.
Rozdělení Britské Indie také dalo vzniknout územním sporům mezi Indií a Pákistánem. Nejdůležitějším z těchto sporů byl spor o Kašmír, který vypukl souběžně s osamostatněním Britské Indie. Celé území si nárokoval Pákistán, protože více než tři čtvrtiny obyvatelstva tvořili muslimové. Kašmírský maharádža Hari Sinh si ale chtěl zachovat nezávislost jak na Pákistánu, tak na Indii. V říjnu 1947 napadli území ozbrojenci z Pákistánu a za nimi i pravidelné jednotky pákistánské armády. Maharádža se nemohl sám bránit, rozhodl se pro připojení k Indii, kterou požádal o pomoc. Indická vláda pak požádala OSN o zásah a v rámci Rady Bezpečnosti vznikla komise pro Indii a Pákistán, v jejímž čele byl československý diplomat Josef Korbel. Na návrh komise byla zastavena palba a vytvořena linie příměří, která dosud dělí území na dvě části.
Původně Pákistán deklaroval, že se nebude angažovat v rámci žádného vojenského bloku. Nespokojenost místních podnikatelů s výsadním postavením cizích monopolů přimělo pákistánskou vládu k navázání vztahů i se zeměmi východního bloku. Brzy se ale musela kvůli zájmům velkostatkářů a průmyslníků orientovat na spolupráci se západními mocnostmi.
19. května 1953 podepsaly Pákistán a USA dohodu o vzájemné pomoci a bezpečnosti, podle níž měl Pákistán dostávat z USA vojenské poradce a zbraně. Spojené státy zde sledovaly cíl rozšíření vlivu k hranicí SSSR, oslabit postavení Británie v této oblasti a izolovat Indii. Rostoucí vojenská pomoc USA zároveň zhoršovala vztahy s Indií a také Afghánistánem.
Zvláště ve východním Pákistánu se začala projevovat nespokojenost s vládou Muslimské ligy v čele s Muhammadem Alím Bogrou. Příčinou byla její neochota brát v potaz požadavky chudého a zanedbávaného Bengálska. Odmítala udělit oblasti autonomii, upírala mu právo na přiměřené zastoupení v ústavodárném shromážděné a zdráhala se uznat bengálštinu jako státní jazyk ve východní části. Už v r. 1954 zde byla Muslimská liga poražena Jednotnou frontou opozičních stran, která měla v programu zavedení bengálštiny a rozdělení půdy mezi bezzemky, znárodnění obchodu s jutou, bezplatné vzdělání pro děti a zlepšení podmínek pro přesídlence z Indie. V zahraniční politice žádala neutralitu země a zrušení smlouvy o americké vojenské pomoci. Nová bengálská vláda však byla v květnu 1954 rozpuštěna ústřední vládou s odůvodněním, že v ní působí komunisté. Skutečným důvodem měly být obavy z jejího rostoucího vlivu.
Ústřední vláda se snažila potlačit i hnutí za sebeurčení (Sindhanů, Paštunů a Balúčů) v západní části Pákistánu. Zrušila proto dosavadní správní rozdělení a dělala ze západního Pákistánu jedinou provincii. Zároveň byla zrušená zbývající privilegia knížecích států.
Správní reforma ze 14. října 1955 rozdělila Pákistán na dvě provincie spolu s oblastí kolem tehdejšího hlavního města Karáčí. Reforma sice formálně přiznávala Západnímu i Východnímu Pákistánu rovné postavení, nicméně podřízené postavení Východního Bengálska se nijak nezměnilo.
V roce 1956 získal Pákistán svoji ústavu a přestal být britským dominiem a podle své ústavy se stal oficiálně republikou.

## Vojenská diktatura Muhammada Ajjúba Chána (1958-69)
Na podzim roku 1958 vyvrcholily dlouholeté třenice mezi velkostatkáři a průmyslovými magnáty na jedné straně a opozicí z řad drobných podnikatelů a inteligence v bengálských, balúčských a sindhských městech na straně druhé. Krizi vyřešil tehdejší prezident Iskandar Mirzá tím, že 7. října zrušil platnost ústavy, rozpustil parlament, rozehnal vládu, zakázal činnost politických stran a vyhlásil výjimečný stav.
Moc v zemi převzala armáda a správcem země byl jmenován generál Muhammad Ajjúb Chán. Ten mj. zřídil vojenské soudy a zařídil zatýkání bývalých ministrů a státních úředníků. Cílil zejména na vůdce levicových stran. Ajjúb Chán navíc po třech týdnech převzal veškerou moc a 27. října 1958 se sám prohlásil prezidentem. Sám však raději používal titul „hlavní správce výjimečného stavu.
Vnitřní ani zahraniční politika se nijak nezměnila. Pokračoval v úzké spolupráci se západními mocnostmi v čele se Spojenými státy. Ve snaze vyřešit potíže se zásobováním některými potravinami zavedl přídělový systém a vyhlásil i regulaci cen spotřebního zboží. Tíživou situaci se zásobováním potravinami řešil hlavně pomocí zahraničních (hl. amerických) dodávek obilí.
V listopadu 1959 provedl v Západním Pákistánu pozemkovou reformu, kdy nejvyšší možná výměra vlastnictví půdy byla 200 hektarů zavlažované a 400 hektarů nezavlažované půdy. Omezení bylo obházeno tím, že půdu mohli vlastníci převést na příbuzné či darovat dědicům. Přesto se od 6000 západopákistánských vlastníků získala půda o rozloze téměř milionu hektarů, která byla posléze rozdělaná mezi 74 000 rolníků. Přišel také s pětiletými plány na rozvoj hospodářství.
Ve snaze alespoň zdánlivě vyhovět volání veřejnosti po větší míře demokracie vydala Ajjúbova vláda 27. října 1959 tzv. zákon o základní demokracii. Jednalo se o systém „lidosprávy,“ která měla na různých úrovních celkem 80 000 volených členů. Ajjúb Chán zdůvodňoval svůj krok pochybným tvrzením, že většinu obyvatelstva tvoří nevzdělaní vesničané, kteří nemají o politiku zájem, ale jsou schopní rozhodovat o tom, kdo je bude zastupovat ve správě jejich oblasti a volit za ně poslance a prezidenta. Cílem bylo vzbudit u lidí dojem, že každý občan může postupovat od nejnižšího úřadu výše bez ohledu na politickou stranu.
Členové tohoto systému základní demokracie zvolili Ajjúba Chána prezidentem v letech 1960 a 1965. Po svém zvolení v roce 1960 jmenoval Ajjúb Chán komisi, která měla vytvořit novou ústavu založenou na islámských zásadách. Návrh také počítal s jednokomorovým shromážděním, kde mělo být 78 poslanců za každou provincii a šest míst mělo být vyhrazeno pro ženy. Nová ústava vstoupila v platnost 1. května 1962, kdy také skončil tři a půl roku trvající výjimečný stav. Klesala také nespokojenost obyvatel kvůli klesající životní a bylo obnoveno i právo na stávku. V červenci 1962 také parlament přijal zákon o obnovení činnosti politických stran, zůstaly ale zakázány strany nepřátelské islámské ideologii, především komunistická strana.
Ve volbách v roce 1965 získaly většinu poslanci levicovějších stran, což přispělo ke zmírnění vojenského režimu a další demokratizaci vývoje. Volby zároveň potvrdily Ajjúba Chána ve funkci prezidenta.
Vlivem střetnutí Indie a Činy v roce 1962 se Ajjúb Chán také začal více orientovat na Čínu, protože předpokládal, že spojenectví s ní by mohlo představovat větší záruku ochrany před útoky Indie než pomoc ze strany USA. V roce 1963 uzavřel s Čínou obchodní dohodu a dále také dohodu o demarkaci společných hranic v oblasti Kašmíru. Podle ní ČLR postoupila Pákistánu území o celkové rozloze 1927 km2 na území Gilgitu, Hunzy a Baltistánu. Obě strany souhlasily s tím, že ta země, která bude mít po vyřešení sporu nad Kašmírem svrchovanost, zahájí znovu jednání s Čínou o definitivním uspořádání.
V roce 1962 také Ajjúbova vláda předložila Radě bezpečnosti OSN žádost o to, aby byl v Kašmíru proveden plebiscit, což ale Indie odmítla s tím, že v Kašmíru už několikrát proběhly volby, kde lidé dali jasně najevo svůj postoj. Jednání mezi Ajjúbem a Nehruem nikam nevedla.
Na jaře 1965 došlo k potyčkám s Indii na pomezí indického svazového státu Gudžarát a pákistánské oblasti Sindh. Boje netrvaly dlouho a skončily mírové dohody, kde se obě strany zavázaly respektovat rozhodnutí mezinárodního soudu v Ženevě, který v únoru 1967 rozhodl tak, že přiřkl 90 % sporného území Indii a jen 10 % Pákistánu.
K mnohem závažnějšímu střetu došlo ve stejném roce k oblasti Kašmíru, kdy v srpnu začaly na indické území pronikat skupiny ozbrojenců, které měly obsadit důležitá místa a vyvolat protiindické povstání. Koncem srpna přešla Indie od varování k vojenským protiúderům na území Pákistánu. Boje skončily po třech týdnech, kdy obě strany přistoupily 22. září na příměří zprostředkované Radou bezpečnosti OSN. Vojska obou stran však zůstala v bojovém postavení a střety pokračovaly až do konce roku 1965.
Do věci sporu mezi Pákistánem a Indii se vložil SSSR, který pozval státníky obou zemí na konferenci do Taškentu. Jednání byla ukončena tzv. Taškentskou deklarací z 10. ledna 1966, která mj. zavazovala oba státy k řešení sporů pouze mírovými prostředky a určovala, aby se vojenské síly stáhly do pozic před srpnem 1965. Měly být také obnoveny diplomatické, hospodářské a kulturní styky mezi oběma zeměmi. V řadách pákistánských nacionalistů vyvolával dohoda odpor a byla považovaná za projev slabosti.
Na podzim roku 1968, tedy deset let po Ajjúbově převzetí moci začala sílit opozice, jejíž strany založily Výbor demokratické akce. Ten žádal obnovu parlamentní demokracie, přímou a tajnou volbu prezidenta i parlamentu, federalizaci země a autonomii pro Východní Pákistán i oblasti Západního Pákistánu. Problémem opozice bylo právě to, že se shodovala pouze na obnově parlamentní demokracie a federalizaci země.
Zpočátku se Ajjúbova vláda nesnažila řešit situaci násilím a snažila se s představiteli opozice jednat a najít kompromis. Prezident souhlasil s vytvořením federativní vlády a také s tím, že o dalších sporných věcech bude rozhodovat nově zvolené Národní shromáždění a nebude kandidovat ve volbách vypsaných na březen 1970. Opozice ale nebyla ochotná na nic přistoupit, pokud nebudou zrušená mimořádná opatření a vypsány všeobecné volby.
Nakonec se situace vymkla kontrole i těch, kteří chtěli nespokojenost využít ve svůj prospěch. Nespokojenost měla různé příčiny. V západní části Pákistánu se demonstrovalo a stávkovalo za sociální požadavky, v Bengálsku byly hlavní příčinou protestů nacionalistické vášně a právě ve východní části mnohadenní stávky nejvíce ochromily chod veřejného života. Útoky davů se obracely proti představitelům Ajjúbova režimu a mnoho jich bylo popraveno nebo utopeno. Docházelo k ničené státního majetku, autobusů a železničních vozů. Rozmohl se i hospodářský chaos, kdy se postupně začaly tenčit zásoby potravin, průmyslových výrobků a surovin a zemi hrozil hladomor.

## Další vojenský převrat a odtržení východního Bengálska
Došlo k opakování situace z roku 1958. Prezident Ajjúb Chán předal správu nejvyšším důstojníkům pákistánské armády a generál A.M. Jahja Chán, který se oficiálně ujal prezidentského úřadu 31. března 1969, převzal veškerou výkonnou moc v zemi a vytvořil novou vojenskou správní radu. Ihned bylo vyhlášeno stanné právo, zrušena ústava a zakázaná činnost politických stran. Armáda také tvrdě zakročila proti demonstrantům zejména v Bengálsku.
Po potlačení nepokojů však nový prezident prohlásil, že ústava zůstává s určitými omezeními v platnosti a dosavadní vláda může nadále vykonávat svoji činnost. Omezil však moc parlamentu tím, že si zajistil svrchovanou moc pomocí tzv. Rozkazu o zákonném rámci, kde si stanovil pravomoci, mezi které patřila i možnost vetovat ústavu, pokud by narušovala principy islámského státu nebo celistvost země.
Pod tlakem protestních hnutí byl nucen znovu povolit činnost politických stran s výjimkou komunistické a provést správní reformu, kdy byly v Západní části obnoveny čtyři provincie. Zrušil systém základní demokracie a obnovil všeobecné hlasovací právo. Ve volbách konaných 7. prosince 1970 zvítězily strany podporující demokratickou změnu. V Západním Pákistánu získala většinu Bhuttova Pákistánská lidová strana s programem „islámského socialismu.“ Svůj program definovala jako „islám je naše víra, demokracie naše politika a socialismus naše ekonomie.“ V Bengálsku získala absolutní většinu levicová Lidová liga vedená Šejchem Mudžíburem Rahmánem požadující autonomii a znárodnění klíčových průmyslových odvětví, zavedení dělnické vlády a vystoupení země z vojenských paktů.
Mezi oběma nejsilnějšími stranami, Pákistánskou lidovou stranou a Lidovou ligou panovaly veliké rozpory. Zulfikár Alí Bhutto však odmítal omezit silnou ústřední vládu. Prezident Jahja Chán se rozhodl odložit ústavodárné shromáždění původně plánované na březen 1971 na neurčito. Naoko vyjednával s představiteli dvou největších stran, nicméně ve Východním Bengálsku soustřeďoval armádu. Centrální vláda odmítla požadavky na autonomii východní části a proti zastáncům autonomie poslala armádu. Místní veřejnost reagovala na tento zásah generální stávkou po celém Bengálsku.

### Odtržení Bengálska
Generál Jahja Chán pak shromáždil vojska na potlačení povstání a 25. března 1971 dal rozkaz k napadení Východního Bengálska, zatčení Mudžíbura Rahmána a krutým represáliím na místním obyvatelstvu ve jménu džihádu.
Šejch Mudžíbur Rahmán stačil ještě před svým zatčením vyhlásit Lidovou republiku Bangladéš a její prozatímní vláda v indické Kalkatě vydala 17. dubna 1971 první vládní prohlášení o zřízení nového státu. Po celém území východního Pákistánu propukl boj za nezávislost. Počet mrtvých se odhaduje na několik set tisíc lidí. Třetina obyvatel přišla během bojů o přístřeší a osmina obyvatel uprchla do sousední Indie, kde bylo organizované partyzánské hnutí odporu. Odboj bengálské osvobozenecké armády podporovala sousední Indie, která bojeschopným uprchlíkům poskytovala zbraně a umožňovala jim vojenský výcvik.
Na podzim roku 1971 už měly osvobozenecké síly jasnou převahu a ovládaly téměř celý venkov. Pákistánská armáda v reakci na indickou podporu povstalců zahájila dělostřelecké přepady indického území. Přecenila však své síly a bengálské jednotky spolu s indickou armádou ovládly celé Východní Bengálsko a 15. prosince 1971 vstoupily do hlavního města Dháky. O den později Pákistán kapituloval.

## Vláda Pákistánské lidové strany (1971-1977)
Vojenská porážka Pákistánu vedla nakonec i ke konci vlády prezidenta Jahji Chána, který zavčasu rezignoval a předal moc dosavadnímu ministru zahraničí Zulfikárovi Alímu Bhuttovi. Bhutto se tak po třinácti letech stal prvním civilistou v čele země. Ve snaze usmířit národní hrdost zbavil nejvyšší důstojníky jejich funkcí v armádě a zahájil tažení proti korupci ve vládních úřadech.
Pokud jde o Bhuttovu zahraniční politiku, trval na zachování celistvosti Pákistánu a odmítal uznat existenci Bangladéše. Přerušil vztahy téměř se všemi státy sovětského bloku, ohlásil vystoupení z Britského společenství národů a orientoval se na spolupráci s Čínou. Snažil se zastavit úpadek hospodářství znárodňováním průmyslových odvětví jako strojírenství, železářství, chemický průmysl či montáž automobilů, kde údajně neexistovala hospodářská soutěž. Znárodnění však prakticky nic nezměnilo. Vedle toho se snažil zabránit odlivu deviz tím, že příslušníky nejbohatších rodin přinutil vrátit 220 milionů dolarů uložených v cizině.
Bhutto provedl reformy i v oblasti týkající se větší části společnosti – zemědělství. Provedl pozemkovou reformu, když snížil dosavadní maximální vlastnictví půdy z 200 hektarů na 60 hektarů zavlažované a ze 400 na 120 hektarů v případě nezavlažované půdy. Pozemky přesahující stanovenou hranici měly být rozdělené mezi bezzemky. Jelikož provedení reformy nebylo zvláště v odlehlých a zaostalých oblastech jednoduché, podporovala pákistánská vláda zakládání zájmových organizací drobných rolníků, pomocí nichž mohli chudí zemědělci uplatňovat svá práva. Podobně jako u předchozí reformy bylo problémem to, že opatření se obcházela přepisováním pozemků na potomky.
Reforma proběhla i ve školství. Bylo zavedeno bezplatné školní vzdělání a soukromé školy a koleje byly zestátněny. K dalším významným počinům v sociální oblasti patřilo zrušení tzv. sardárského systému v Balúčistánu. Sardárové byli vůdci polokočovných kmenů v balúčských horách s neomezenou mocí nad poddanými. Měli dokonce vlastní policii, soudy a vězení a odmítali uznat moc centrální vlády.
V roce 1973 byl také konečně zrušený výjimečný stav a znovu povolená činnost politických stran. 14. srpna téhož roku také vstoupila v platnost nová ústava obsahující některé demokratické reformy a federalizaci země, kde byla provinciím zaručená větší autonomie.
V březnu 1977 proběhly volby, v nichž zvítězila Pákistánská lidová strana vedená Z.A. Bhuttem. Pravicový opoziční blok zastupující zájmy vyšších vrstev a islámského duchovenstva však volební porážku nepřijal a zorganizoval protestní demonstrace a výtržnosti. Vláda nedokázala tlaku pravicových sil odolat a musela odstoupit.

## Vláda generála Muhammada Zijáula Haka (1977-1988)
5. července 1977 země potřetí ve své historii zažila převzetí moci armádou, když v jejím čele stanul náčelník štábu pozemního vojska generál Muhammad Zijául Hak. Podobně jako jeho předchůdci se také stal „správcem výjimečného stavu“ a moc převzala tentokrát čtyřčlenná vojenská rada.
Mezi první kroky generála Zijáula Haka patřilo pozastavení platnosti ústavy, zákaz činnosti politických stran a opětovné vyhlášení výjimečného stavu. Ze státní správy byli propuštěni členové Pákistánské lidové strany a bývalý premiér Zulfíkar Alí Bhutto byl obžalován z vraždy politického oponenta a ve vykonstruovaném procesu byl odsouzen k smrti a přes protesty z celého světa byl 4. dubna 1979 popraven.
Nová vláda zrušila většinu reforem předchozí vláda. Navrátila průmyslové podniky jejich původním majitelům a omezila veřejný sektor pákistánského hospodářství. Hospodářská situace se ale nelepšila a obyvatelé začali projevovat nespokojenost kvůli zvyšování cen, korupci státních úředníků a rostoucí nezaměstnanosti.
Na konci 70. let začaly po sovětském vpádu do sousedního Afghánistánu a následném vypuknutí partyzánské války proti sovětským vojskům proudit do Pákistánu miliony afghánských uprchlíků. Vláda Zijáula Haka začala s americkou pomocí budovat podél hranice s Afghánistánem výcvikové tábory pro mudžáhidy, kteří byli po vyzbrojení posíláni zpět do Afghánistánu. Pákistán se mohl díky své podpoře protisovětských sil těšit finanční i vojenské pomoci ze strany USA a dalších západních zemí.

### Posilování vlivu islámu
Nedostatek legitimity se režim snažil vyřešit zvýšeným důrazem na upevnění vlivu islámu ve všech oblastech veřejného života. Zatímco první dvě ústavy z let 1956 a 1962 se jen formálně omezovaly na prosazování zásad islámu, teprve ústava z roku 1973 prohlásila Pákistán za islámskou republiku.
Zijául Hak zřídil v roce 1978 při vyšších soudech stolice islámského práva šaría, které měly dbát na to, aby zákony neodporovaly ustanovením islámu. Každý občan mohl navrhnout prohlášení jakéhokoli zákona za zčásti či úplně odporující islámu, na základě čehož mohl být upraven či zrušen. Stolice islámského práva pak v roce 1980 nahradil Federální náboženskoprávní soud.
Islamizace umožňovala také snadnější přijímání finanční pomoci od Saúdské Arábie, Kuvajtu či dalších ortodoxně muslimských zemí. Ospravedlňovala též politicky stále velmi choulostivou spolupráci s Bangladéšem, tedy územím, které se několik let předtím od Pákistánu odtrhlo.
Byly zavedeny i některé islámské zákony. Např. 1. července 1979 vstoupil v platnost zákona o náboženské dani ve výši 2,5 % a v roce 1981 byl zavedený zákaz lichvy, tj. zákaz půjčování peněz na úroky.
V roce 1979 pákistánská vláda zavedla islámské tresty ve čtyřech oblastech vnímaných jako nejzávažnější: Pití alkoholu a užívání omamných látek, krádež, cizoložství a falešné nařčení z cizoložství.
Od února 1979 tak začala platit na celém území prohibice. Všem občanů se zakazovalo pít, kupovat či dovážet alkoholické nápoje. Pití bylo povoleno pouze cizincům, ale ne na veřejnosti či příslušníkům jiných vyznání při náboženských obřadech (např. křesťanské církve při večeři Páně). Prohibice se týkala všech druhů omamných látek. Výjimku měly pouze drogy pro lékařské a vědecké účely. Za porušení prohibice hrozilo plnoletým muslimům 80 ran bičem a cizincům za pití na veřejnosti 30 ran.
Dále za krádež hrozilo při prvním spáchání tohoto činu utětí pravé ruky v zápěstí, za druhou amputace levé nohy v kotníku a za třetí doživotní vězení. Za loupež hrozil podle islámského práva při zavraždění poškozeného trest smrti.
Za svědecky prokázané cizoložství, znásilnění nebo únos ženy byl ukládán trest smrti kamenováním, případně mohl být odsouzený zastřelen, protože i náboj bylo formálně možné považovat za vržený kámen. K prokázání bylo třeba svědectví čtyř muslimů, kteří měli být cizoložství osobně přítomni, což v praxi ukládání tohoto trestu prakticky znemožňovalo.
Zároveň byly ženy islámským právem chráněny před křivým nařčením z cizoložství. Při křivém obvinění z cizoložství či znásilnění hrozil trest 80 ran bičem.
Islámské tresty byly skutečně ukládány, nicméně chirurgové odmítali provádět amputaci končetin, protože to odporovalo jejich lékařské přísaze a zásadám etiky a tím, že zákony z doby před 1350 lety není možné uplatňovat v době rozvoje vědy a techniky.
Změny se odehrály i v oblasti kultury. Celé školství bylo organizované dle zásad islámu. V roce 1980 se ve školách s angličtinou coby vyučovacím jazykem se přešlo na urdštinu. V rozhlase i televizi bylo omezeno vysílání v angličtině. Naopak povinným jazykem se stala arabština, nutná ke čtení z koránu. Znalost Koránu museli prokazovat všichni kandidáti na místa s vysokoškolskou kvalifikací.
Islamizační kampaň měla především za cíl naklonit si široké vrstvy obyvatelstva či alespoň zmírnit jeho nespokojenost s horšími životními podmínkami. Podporu měla pochopitelně z řad muslimského duchovenstva postiženého některými opatřeními z dob Bhuttovy vlády.
Za účelem dodání legitimity vojenské vlády byla v referendu konaném 19. prosince 1984 položena občanům otázka, zda schvalují její politiku islamizace. Přes výzvy opozice k bojkotu se hlasování účastnila zhruba polovina oprávněných voličů a výsledek vyzněl pro vládu kladně, což bylo bráno tak, že generál Zijául Hak může zůstat prezidentem i nadále.
Ve snaze o dodání legitimity vojenské vládě vyhlásil generál Zijául Hak 2. března 1985 dekret o obnovení ústavy z roku 1973. Ústava však prošla velmi podstatnou proměnou. 30 nejpodstatnějších článků bylo úplně zrušeno, dalších 27 nahrazeno jinými a ostatní byly pozměněny.
Na nátlak opozice byly ve stejném roce v prosinci uspořádány omezené volby. Probíhaly však na mimostranické základně, protože činnost politických stran byla stále zakázána. K volbám navíc mohli pouze gramotní, kterých byla pouze pětina a toto pravidlo prakticky vylučovalo z voleb ženy. Kandidátem mohl být jen čestný a spolehlivý muslim, což fakticky znemožňovalo kandidaturu odpůrců režimu.
V prosinci 1985 jmenoval Zijául Hak civilní vládu, v jejímž čele stál balúčský politik Muhammad Chán Džunedžo. Po osmi letech vojenské vlády se jednalo o první civilní kabinet. 30. prosince téhož roku byl zrušený výjimečný stav. Nový předseda vlády však nemohl prakticky o ničem samostatně rozhodovat a váhal učinit jakýkoli důležitý krok.
Civilní vláda však byla v roce 1988 nakonec rozpuštěna Zijáulem Hakem pod záminkou záchrany ekonomiky a zavedení přísnější islámské vlády. Ve skutečnosti byl důvodem uzavření tzv. ženevských dohod o politickém urovnání situace kolem Afghánistánu a její podpis ze strany pákistánské vlády. Pákistánský prezident Hak ale jakoukoli dohodu odmítal a jmenoval 9. června 1988 novou vládu a prohlásil se jejím předsedou. Na tento krok zareagovala americká vláda, která pohrozila zastavením programu pomoci Pákistánu, pokud nebudou uspořádány nové volby. Hak proto slíbil uspořádání řádných voleb do Národního shromáždění i provinčních zastupitelských orgánů.
Prezident Zijául Hak se konání voleb nedožil, protože 17. srpna 1988 zahynul při leteckém neštěstí.

## Období nerozhodného boje o moc mezi B. Bhuttovou a N. Šarífem (1988-1999)
První volby po 11 letech vojenské vlády skončily naprostou porážkou islamistických stran. Zvítězila Pákistánská lidová strana vedená Bénazír Bhuttovou, která byla dcerou popraveného Z.A. Bhutta, a zároveň první ženou v čele muslimské země. Už předtím byla uznávanou vůdkyní opozice proti vojenské vládě. Jejímu vítězství nezabránily ani protesty duchovenstva proti kandidatuře ženy.
Mezi její první kroky patřila rozsáhlá amnestie politických vězňů, zrušila trest smrti a usilovala o demokratizaci společnosti a potírání korupce. Snažila se také urovnat napjaté vztahy se svým východním sousedem – Indií. S premiérem Radžívem Gandhim podepsala už měsíc po nástupu do funkce dohodu o vzájemném neútočení na jaderné objekty.
Bhuttová měla množství příznivců, nicméně musela čelit i silné opozici z řad konzervativních islámských kruhů. Navíc nedokázala rychle vyřešit všechny hospodářské a sociální problémy, které se nahromadily během desítek let. Svými protivníky byla obviňována ze zneužívání pravomocí a korupce.
Armáda přiměla prezidenta Isháka Chána, aby v srpnu 1990 sesadil Bhuttovou z funkce, rozpustil parlament a vypsal nové volby, v nichž zvítězila Islámská demokratická jednota v čele s Navázem Šarifem, který byl v čele státu do roku 1993.
Volby v roce 1993 skončily těsným vítězstvím Pákistánské lidové strany Bénazír Bhuttové nad Pákistánskou muslimskou ligou Naváze Šarífa. Neustále se zhoršující vztahy mezi premiérkou a prezidentem vedly k tomu, že prezident Legharí s tichým souhlasem zbavil vládu Bénazír Bhuttové moci a na únor 1997 vypsal nové volby. Svůj postup zdůvodňoval prezident údajnou nekompetencí vlády, korupcí a neschopností vládnout, což přivedlo zemi na pokraj ekonomické katastrofy. Sesazení mělo za následek i masové zatýkání členů Pákistánské lidové strany včetně manžela premiérky Bhuttové Ásifa Alího Zardarího. Bhuttová odešla do exilu ve Spojených arabských emirátech (do Dubaje) v roce 1998.
Volby v roce 1997, které provázela nízká čtvrtinová účast, která odrážela zklamání voličů, přesvědčivě vyhrála Pákistánská muslimská liga Naváze Šarifa. Nový premiér zavedl některé úsporná opatření, omezil vládní výdaje a přinutil šetřit i občany mj. i zákazem okázalých svatebních hostin, které rodiny finančně ruinovaly. Ve snaze zemi modernizovat přesunul premiér volný den z pátku na pondělí, důsledkem čehož si znepřátelil vlivné muslimské kruhy.

## Období po převratu generála Mušarrafa
Docházelo opět k napětí mezi vládou a armádou. Opozice pořádala demonstrace požadující Šarífovo svržení. Premiér na to v říjnu 1999 reagoval odvoláním vlivného náčelníka generálního štábu a velitele pozemních vojsk Parvíze Mušarrafa. Ten v květnu téhož roku organizoval invazi islamistů do Kašmíru a odmítal řešit konflikt jednáním.
Generál Parvíz Mušaraf provedl puč a chopil se moci. Navenek se prezentoval jako spojenec USA a bojovník proti terorismu. Sám přežil několik pokusů o atentát. Západem mu bylo vyčítáno, že jako prezident Pákistánu je i vrchní velitel vojsk. Po 11. září 2001 se angažoval jako spojenec USA při svržení afghánského Tálibánu. Parvíz Mušaraf se v roce 2007 vzdal velení armády a dokonce povolil Bénázir Bhuttové návrat do vlasti z exilu. Bhuttová se vrátila do Pákistánu 18. října 2007. Hned po příjezdu se stala terčem neúspěšného atentátu. Bhuttová začala kampaň na nadcházející parlamentní volby, nicméně 27. prosince 2007 byl na ní spáchán úspěšný atentát. Pákistánská vláda obvinila z útoku Al-Káidu, která se snaží v Pákistánu vyvolat chaos. Pákistánská lidová strana je ale přesvědčena, že atentát na Bhuttovou byl dílem Mušarafovy vlády.
22. listopadu 2007 bylo Pákistánu pozastaveno členství v Commonwealthu. Prezident Parvíz Mušaraf nesplnil požadavky na ukončení výjimečného stavu a rezignování na funkci velitele armády. Avšak po demokratických volbách uskutečněných na začátku roku 2008 se Pákistán v květnu téhož roku opět stal členem Commonwealthu.